# Aeroporto de Amambai
O Aeroporto Municipal de Amambai (IATA: ***, ICAO: SSAM) é um aeroporto brasileiro localizado no município de Amambai em Mato Grosso do Sul. Situado a 355 quilômetros da capital Campo Grande.